# Daphnedale Park (Kalifornija)
Daphnedale Park je naseljeno područje za statističke svrhe u američkoj saveznoj državi Kalifornija. Prema popisu stanovništva iz 2010. u njemu je živjelo 184 stanovnika.